# Saint-Didier-sous-Aubenas
Saint-Didier-sous-Aubenas – miejscowość i gmina we Francji, w regionie Owernia-Rodan-Alpy, w departamencie Ardèche.
Według danych na rok 1990 gminę zamieszkiwało 751 osób, a gęstość zaludnienia wynosiła 272 osób/km² (wśród 2880 gmin regionu Rodan-Alpy Saint-Didier-sous-Aubenas plasuje się na 942. miejscu pod względem liczby ludności, natomiast pod względem powierzchni na miejscu 1661.).